# Crise spirituelle
La crise spirituelle (également appelée urgence spirituelle) est une forme de crise d'identité où un individu subit des changements drastiques de son système de référence (c'est-à-dire ses buts, objectifs, valeurs, attitude et croyances, identité et centres d'intérêt), généralement en raison d'une expérience spirituelle spontanée. Une crise spirituelle peut provoquer une perturbation significative du fonctionnement psychologique, social et professionnel. Parmi les expériences spirituelles susceptibles de conduire à des épisodes de crise spirituelle ou d'urgence spirituelle figurent les complications psychiatriques liées à une crise existentielle, une expérience mystique, une expérience de mort imminente, un syndrome de la Kundalini, des expériences du paranormal, l'extase religieuse, ou d'autres pratiques spirituelles.

## Historique
Stanislov Grof faisait de la recherche sur les psychédéliques à l'université Johns Hopkins jusqu'à ce que les drogues psychédéliques deviennent illégales, puis il a poursuivi ses recherches sur les états de conscience non ordinaires en utilisant la respiration holotropique. En 1973, il est devenu chercheur en résidence à l'Institut Esalen, pendant l'émergence du Mouvement du Potentiel Humain, où il a vu de nombreuses personnes suivre des ruptures et évolutions à la suite de ces états de conscience non ordinaires. Il a appelé cette situation urgence spirituelle parce qu'elle répondait à de nombreux critères de la psychose, mais semblait être un phénomène spirituel, quelque chose qui, s'il était traité de manière appropriée, conduisait à des niveaux de conscience plus élevés et à un meilleur fonctionnement par rapport à la situation précédent la crise, alors que les types d'épisodes psychotiques associés à la schizophrénie et au trouble bipolaire se poursuivaient souvent par un dysfonctionnement de plus long terme.

## Description d'expériences
Stanislav et Christina Grof ont également  fondé le Spiritual Emergence Network (Réseau de l'émergence spirituelle) pour soutenir les personnes qui éprouvent des difficultés psychologiques associées à des pratiques spirituelles et à des expériences spirituelles spontanées.
Lors d'un entretien en 1955, Stanislav a fait cette remarque, en se basant sur son expérience avec le SEN :
« Il existe des états spontanés, non ordinaires, qui seraient en Occident considérés et traités comme des psychoses. Ils sont traités principalement par des médicaments suppressifs. Mais si nous utilisons les observations de l'étude des états non ordinaires, et aussi d'autres traditions spirituelles, ils devraient vraiment être traités comme des crises de transformation, des crises d'ouverture spirituelle, quelque chose qui devrait vraiment être soutenu plutôt que supprimé. Si elles sont bien comprises et soutenues, elles sont en fait propices à la guérison et à la transformation ».
Le bulletin d'information du Réseau de l'émergence spirituelle a rapporté en 1988 que 24% de ses appels à la ligne d'assistance téléphonique concernaient l'expérience de l'éveil de la Kundalini. Dans l'éveil de la Kundalini, il y a une poussée d'énergie typique le long de la colonne vertébrale et dans tout le corps qui peut submerger et neutraliser l'ego et provoquer de profonds changements de conscience à tous les niveaux - physique, émotionnel et mental.

## Analyse
Les articles disponibles en ligne entre 1998 et 2007 dans les bases de données CINAHL, Medline et PsycInfo ont été récupérés pour analyse.
La crise spirituelle peut être décrite comme une forme particulière de deuil ou de perte, marquée par un profond questionnement ou un manque de sens dans la vie, dans laquelle un individu ou une communauté atteint un tournant, conduisant à une altération significative de la façon dont la vie est perçue. Parmi les antécédents possibles, on peut citer une maladie soudaine et une perte de relations importantes. Les conséquences potentielles peuvent comprendre des réactions physiques et émotionnelles.

## Lien avec la santé mentale

### Proposition d'inclusion dans le domaine de la psychiatrie
Une nouvelle catégorie de diagnostic intitulée problème religieux ou spirituel a été incluse dans la quatrième édition du Manuel diagnostique et statistique des troubles mentaux (DSM-IV) sous la rubrique Autres conditions pouvant faire l'objet d'une attention clinique. Cette nouvelle catégorie pourrait contribuer à promouvoir une nouvelle relation entre la psychiatrie et les domaines de la religion et de la spiritualité qui bénéficiera à la fois aux professionnels de la santé mentale et à ceux qui demandent leur aide.

### Eveil spirituel ou maladie mentale?
Les thérapeutes qui s'occupent des personnes en phase d'éveil de la Kundalini pourraient tirer profit de la lecture des écrits de Ken Wilber sur la schizophrénie, comme le chapitre 17 du projet Atman. 
Cet article intitulé Schizophrénie ou mysticisme, établit que le mysticisme n'est pas une régression au service de l'ego, mais une évolution dans la transcendance de l'ego. Le mystique recherche une évolution progressive. Il s'entraîne pour cela. Il lui faut la majeure partie de sa vie pour ériger des structures permanentes et solides. En même temps, il maintient un accès potentiel à l'ego, à la logique, à l'appartenance, à la syntaxe, etc. Il suit un chemin soigneusement tracé sous étroite surveillance. Il n'entre pas en contact avec des expériences passées et infantiles, mais avec les profondeurs présentes et antérieures de la réalité. 
Selon l'auteur, certains qui se disent mystiques sont en fait pris dans une forme de régression ; et certains vrais mystiques réactivent occasionnellement des complexes régressifs sur leur chemin vers des états unifiés mûrs. 
Selon lui, un double processus se met ainsi en marche : le moi commence à régresser vers les niveaux inférieurs de la conscience alors que, dans le même temps, il est ouvert à des domaines supérieurs (en particulier le subtil.)  Il est frappé par le subconscient et l'inconscient émergent. 
D'après Ken Wilber, ceux qui voient la schizophrénie comme une régression négligent totalement sa véritable dimension religieuse, et ceux qui la voient comme une maladie super spirituelle et super saine ne font que passer à côté des preuves de la fragmentation et de la régression psychiques réelles.

## Différence avec la notion d'émergence spirituelle
L'émergence spirituelle a été décrite comme un processus naturel de croissance et de transformation humaine caractérisé par une prise de conscience accrue, une plus grande sensibilité et une connexion plus riche avec les autres et le monde environnant. Ces expériences peuvent sembler inhabituelles et stimulantes, tant pour celui qui les vit que pour ceux qui les entourent, car elles peuvent paraître éloignées de la réalité quotidienne.
Lorsque l'émergence spirituelle se produit trop soudainement, intensément ou avant que la personne ne soit psychologiquement et émotionnellement prête, cela peut être très stressant et accablant.  L'expérimentateur peut alors avoir le sentiment qu'il est incapable de faire face à ce qu'il vit.
L'urgence spirituelle peut survenir spontanément ou être déclenchée par des événements de la vie difficiles, par la consommation de substances psychoactives ou par la poursuite de pratiques spirituelles. Lorsque l'émergence spirituelle devient écrasante, elle est susceptible d'être considérée comme une urgence spirituelle, également connue sous le nom de crise spirituelle.

## La maladie initiatique dans les sociétés chamaniques
Selon Roberte Hamayon, l'élection du futur chamane peut être accompagné d'états modifiés de conscience, plus ou moins ritualisés, prenant l'apparence de la folie.